# Eysenhardtia peninsularis
Eysenhardtia peninsularis är en ärtväxtart som beskrevs av Townshend Stith Brandegee. Eysenhardtia peninsularis ingår i släktet Eysenhardtia och familjen ärtväxter. Inga underarter finns listade i Catalogue of Life.